# 181824 Königsleiten
(181824) Königsleiten, denumire internațională (181824) Konigsleiten, este un asteroid din centura principală de asteroizi.

## Descriere
181824 Königsleiten este un asteroid din centura principală de asteroizi. A fost descoperit pe 24 septembrie 1998 la Drebach de Gerhard Lehmann și Jens Kandler. Asteroidul prezintă o orbită caracterizată de o semiaxă mare de 2,40 ua, o excentricitate de 0,20 și o înclinație de 1,7° în raport cu ecliptica.